# بني غباري (مبين)

تعديل مصدري - تعديل

بني غباري هي إحدى قرى عزلة بني الشومي بمديرية مبين التابعة لمحافظة حجة، بلغ تعداد سكانها 273 نسمة حسب تعداد اليمن لعام 2004.